# Chandrapur
Chandrapur  (en marathi : चंद्रपुर)  est une ville de l'État indien du Maharashtra.

## Géographie
Sa population est de 321 036 habitants.
Bid est le chef lieu du District de Chandrapur.